# Anton van Rooy
Anton van Rooy, właśc. Antonius Maria Josephus van Rooy (ur. 1 stycznia 1870 w Rotterdamie, zm. 28 listopada 1932 w Monachium) – holenderski śpiewak operowy, bas-baryton.

## Życiorys
W latach 1892–1896 kształcił się pod kierunkiem Juliusa Stockhausena we Frankfurcie nad Menem. Początkowo występował w repertuarze pieśniowym i oratoryjnym. W 1897 roku na zaproszenie Cosimy Wagner wystąpił na festiwalu w Bayreuth w roli Wotana w cyklu Pierścień Nibelunga, którą powtarzał następnie w kolejnych sezonach do 1902 roku. Zdobył sobie sławę jako znakomity odtwórca ról wagnerowskich, kreował role Hansa Sachsa w Śpiewakach norymberskich, Amfortasa w Parsifalu i tytułową partię w Holendrze tułaczu. W latach 1898–1913 występował w Covent Garden Theatre w Londynie. Od 1898 do 1908 roku występował także w nowojorskiej Metropolitan Opera. W 1908 roku został członkiem zespołu opery we Frankfurcie nad Menem. Po przejściu na emeryturę w 1913 roku osiadł w Monachium.
Oprócz ról wagnerowskich śpiewał także partie Escamilla w Carmen Bizeta, Walentego w Fauście Gounoda, Don Fernanda w Fideliu Ludwiga van Beethovena i Jana Chrzciciela w Salome Richarda Straussa.